# Manolín Cuesta
Manuel de la Cuesta Martínez (Córdoba, España, 26 de febrero de 1950), conocido como Manolín Cuesta, es un exfutbolista español que se desempeñaba como delantero. Actualmente es el máximo responsable del Séneca C. F..

## Trayectoria
Mientras militaba en el Córdoba Club de Fútbol, el 5 de mayo de 1971, en partido clasificatorio para la Olimpiada de Munich de 1972, participó con la selección española ante Turquía, en el estadio "El Helmántico" de Salamanca. Los españoles lograron una clara victoria (3-0), con dos tantos de Manolín Cuesta y otro de Santillana. En la selección española, entrenada por José Emilio Santamaría, jugaron: Castro, Fabían, Piñel, Verdugo, José Manuel, Baró, Solsona, Crispi, Santillana, Planelles, Bosmediano y Manolín Cuesta.
Era extremo diestro y, tras abandonar el Córdoba C. F., exhibió un excelente nivel en las filas del R.C.D. Español, de Barcelona. Llegó a este club en el año 1974 y coincidió en una etapa en la que el club barcelonés participó en Europa en la temporada 1976-77.
Además de ver puerta con mucha facilidad, constituyó el complemento ideal de la entonces estrella españolista Dani Solsona.
Dejó el club en 1980 tras estar 6 temporadas en el club españolista. De ese tiempo hay que recordar su memorable partido en la temporada 1974-75 frente al Barcelona C. F. en Sarrià, donde los blanquiazules golearon al eterno rival por 5 a 2, con dos tantos de Manolin Cuesta que, junto a Amiano, destrozaron la zaga azulgrana.

## Clubes
| Club                        | País   | Año       |
| --------------------------- | ------ | --------- |
| Córdoba C. F.               | España | 1969-1974 |
| Real Club Deportivo Español | España | 1974-1980 |
| Córdoba C. F.               | España | 1980-1982 |